# Baza w At-Tanf
At-Tanf (arab. ‏التَنْف‎) – amerykańska baza wojskowa w muhafazie Hims w Syrii, położona 24 km na zachód od przejścia granicznego o tej samej nazwie na Pustyni Syryjskiej, niedaleko autostrady M2 Bagdad-Damaszek.
Powstała na początku 2016 na potrzeby prowadzonego przez Amerykanów szkolenia rebeliantów z tzw. Wolnej Armii Syrii, z czasem zaczęła służyć również jako garnizon kontyngentu żołnierzy amerykańskich działających w imieniu koalicji CJTF–OIR.
Obecność tej bazy wojskowej na terytorium Syrii pozostaje przedmiotem sporów, ponieważ zarówno Rosja, jak i rząd syryjski uważają obecność USA w al-Tanf za nielegalną. Rząd Syrii wezwał do wycofania wszystkich obcych sił z Syrii, podczas gdy Rosja regularnie krytykuje „nieproszoną” obecność Ameryki w południowo-wschodniej Syrii.
We władzach USA Baza al-Tanf jest postrzegana jako przeciwdziałanie wpływowi koalicji rosyjsko-syryjsko-irańskiej na tym obszarze.
Otoczenie bazy nazywane jest również „strefą 55 km”, ponieważ na taką maksymalną odległość od bazy pozwalają się zbliżyć wojska amerykańskie oraz ich lokalni sojusznicy.